# Schlangenbrut
Die Schlangenbrut war eine vierteljährlich erscheinende autonome Zeitschrift für feministisch-theologisch und spirituell interessierte Frauen. Sie wurde 1983 von sieben evangelischen und katholischen Theologinnen gegründet und war die älteste deutschsprachige Fachzeitschrift auf diesem Gebiet.
2014 wurde die Schlangenbrut eingestellt. Seit 1. März 2014 erschien bis 2016 vierteljährlich eine Nachfolgezeitschrift unter dem Titel INTA. Interreligiöses Forum.

## Inhalt
Die Schlangenbrut verstand sich als Forum für Diskussionen und Strömungen innerhalb der feministischen Theologie. Jedes Heft widmete sich einem eigenen thematischen Schwerpunkt, der durch Texte von und für Frauen aus verschiedenen religiösen Traditionen und gesellschaftlichen Kontexten beleuchtet wurde. Daneben erschienen Berichte von Veranstaltungen, Porträts und Rezensionen.

## Name
Der provozierende und kämpferische Name sollte die Vieldeutigkeit der Frauengeschichte und des Frauenlebens in religiösen Zusammenhängen spiegeln: Die Schlange gilt in den archaischen Kulturen des Mittelmeerraumes als Symbol für Weisheit und Leben, in den patriarchalen Traditionen des Juden- und Christentums aber als Symbol für weibliche Sündenverfallenheit und das Böse. Dies sollte die Ambivalenz widerspiegeln, in der sich Frauen befinden, die mit dem patriarchalen Erbe in ihrer Religion umgehen müssen und gleichzeitig eine frauenspezifische, emanzipierte Theologie betreiben wollen.